# Konrad Endler
Konrad Endler (* 1971 in Berlin) ist ein deutscher Musiker, Schriftsteller und Autor.

## Leben und Werk
Konrad Endler ist der Sohn des Schriftstellerpaares Adolf Endler und Elke Erb sowie Halbbruder des Berliner Rappers Hiob (Julius Endler). Anfang der 1990er begann er in der Berliner Punk-Band Goyko Schmidt Gitarre zu spielen und startete später unter dem Namen Hortkind ein Liedermacherprojekt.
Seit Ende der 1990er tritt er regelmäßig bei Poetry Slams auf und ist neben Mira Jones Gründer der Potsdamer Lesebühne Die Papierpiloten und Mitglied der Lesebühnen Surfpoeten und texte im untergrund. Er begründete 2004 im Waschhaus (Potsdam) mit den Papierpiloten die erste Lesebühne in der Stadt.
Seinen ersten Job als Radiomoderator hatte er 2005 bei Radioherbst FM in Berlin-Mitte für das ehemalige Theaterhaus Mitte am Koppenplatz. Später führte er dies fort im Jahr 2008 bei Funkwelle FM im Raum Berlin-Innenstadt zur Pro Artis Sommerakademie und 2009 beim Herbstradio ebenfalls im Raum Berlin-Innenstadt, im Rahmen der Rewind2020 und des Projekts „Berlin macht Radio“, mit den Radiopiloten und dem Klubradio aus dem Haus der Kulturen der Welt. Endler ist Redaktionsmitglied des freien Radios Pi Radio und hatte dort seine Radioshow Strange Days. Er erstellte die Radiofeatures für die „Show Royale“ auf Radio Eins und seine Texte sind in zahlreichen Anthologien erschienen.

## Diskografie

### Goyko Schmidt
- Kings Of Uffta-Uffta, Album, Teenage Rebel Records 1996
- Mitropa Meeting, Album, Archaeopteryx Records 1996
- Kräuter für Deutschland, Album
- ...auf Schritt und Tritt, Single, Nordland Records 1995
- Irmstock, Single, Scumfuck Mucke 1996
- LLF, Single, Archaeopteryx Records 2000

### Hortkind
- „Prima Lieder aus Hals und Holz“, 2001
- „Midipop-Revival“, CD, Eigenvertrieb 2015